# Tratatul pentru crearea Uniunii Sovietice
Tratatul pentru crearea Uniunii Republicilor Sovietice Socialiste este documentul care a oficializat crearea federației a mai multor republici sovietice în forma URSS-ului. Preambulul acestui tratat a fost Declarația pentru crearea URSS.
Pe 29 decembrie 1922 a fost convocată o conferință a delegațiilor din RSFS Rusă, RSFS Transcaucaziană, RSS Ucraineană și RSS Belarusă, care a aprobat Declarația și Tratatul pentru crearea URSS. Aceste două documente au fost aprobate de Primul Congres al Sovietelor și semnate a doua zi de șefii delegațiilor: Mihail Kalinin, Mihail Țhakaya, Mihail Frunze, Grigori Petrovski ș Aleksandr Cerviakov.

## Structura
Documentul original a inclus coperta, Declarația, Tratatul (care conținea o prefață și 26 de punte) și semnăturile delegaților.
Pe Copertă era tipărit textul Uniunea Republicilor Sovietice Socialiste în patru limbi: rusă, franceză, engleză și germană. Tot în patru limbi era tipărit și textul Tratatului pentru formarea Uniunii Republicilor Sovietice Socialiste. Tot în acest document se află Stema originală a URSS.
Declarația era o reflectare a relațiilor internaționale contemporane și conținea o expunere de motive. Această declarație statua că lume ar fi fost împărțită în două tabere distincte: a „exploatatorilor” capitaliști, colonialiști, șovini, promotori ai discriminării și inegalității sociale, opusă celei „libere” a socialismului, a încrederii reciproce, păcii și cooperării și solidarității internaționale. Societatea liberă urma să distrugă societatea  exploatatorilor, iar înfrângerea intervenției aliate în Războiul Civil era reflectarea acestui principiu.
Declarația prezenta în detaliu motivele pentru care crearea Uniunii era necesară. În primul rând, după încheierea Războiului Civil, economia multor republici era distrusă, iar reclădirea acestora după modelul superior socialist ar fi fost mai dificilă fără o cooperare economică strânsă. În al doilea rând, amenințarea externă continua să planeze asupra taberei socialiste, iar nevoia apărării suveranității acesteia făcea necesară o alianță defensivă. În cele din urmă era subliniat factorul ideologic conform căruia regimul sovietic era internaționalist și promova unirea maselor muncitoare într-o singură mare familie socialistă. Acești trei factori justificau unirea într-un singur stat, care avea să garanteze prosperitatea, securitatea și dezvoltarea.
La sfârșit, Declarația subliniază că URSS este o uniune creată prin dorința liber exprimată a popoarelor și că scopul acesteia este să împlinească idealurile Revoluției din Octombrie. De asemenea, Declarația afirmă că fiecare republică sovietică poate să se alăture sau să părăsească Uniunea după cum dorește, iar obiectivul politicii externe este revoluția mondială. La final, Declarația exprimă convingerea că tratatul „… va servi ca un pas decisiv pe calea unirii tuturor muncitorilor în ‹‹Republica Socialistă Sovietică Mondială››”.
După Declarație urmează Tratatul, care este format la rândul lui dintr-o prefață și 26 de puncte.
- În  Prefață era declarat faptul că  RSFS Rusă, RSS Ucraineană, RSS Belarusă și RSFS Transcaucaziană (compusă din  Georgia, Azerbaidjan și Armenia) au acționat liber consimțit și au căzut de acord să formeze o singură   Uniune , care urma să fie condusă în conformitate cu principiile tratatului.

- Articolul 1 prezintă pe larg competențele și responsabilitățile autorităților unionale. Printre acestea se aflau toate problemele legate de afacerile externe, (negocierea tratatelor internaționale, trasarea granițelor internaționale, acceptarea de noi membri ai uniunii, declararea războiului și semnarea păcii), de comerț (intern și extern), dezvoltarea economică, poșta și serviciile de transport, forțele armate, migrația internă, justiția, educația națională și asistența medicală și, nu în ultimul rând, unificarea unităților de măsură. Toate aceste domenii erau controlate în mod explicit de autoritățile unionale. În plus, autoritățile unionale puteau anula hotărârile autorităților republicane, (Congresele Sovietelor, Sovietele Comisarilor Poporului sau Comitetele Executive Centrale), care încălcau prevederile tratatului unional.

- Articlolele 2-10 determinau structura autorităților supreme ale uniunii. 
  - 1 Autoritatea legislativă era exercitată de Congresul Sovietelor Uniunii Sovietice, iar între sesiunile acesteia de către Comitetul Executiv Central al Uniunii Sovietice
  - 2 Membrii Congresului urmau să fie aleși de sovietele locale astfel: 1 reprezentant pentru 25.000 de alegători în orașe și 1 pentru 125.000 de alegători în regiunile rurale.
  - 3 Delegații la Congres urmau să fie aleși de sovietele guberniale.
  - 4 Congresul avea să fie convocat anual, la cererea a cel puțin două republici sau la inițiativa Comitetului Executiv Central al Uniunii Sovietice.
  - 5 Comitetul Executiv Central al Uniunii Sovietice (ȚIK SSSR) urma să fie principalul organ executiv, care funcționa între congrese. Acest Comitet era format din 371 de delegați, care reprezentau în mod proporțional populația Uniunii, fiind aleși de Congres.
  - 6 Comitetul Executiv Central al Uniunii Sovietice trebuia să se întrunească în ședințe ordinare de patru ori pe an și ori de câte ori era convocat la cererea guvernului unional – Sovietul Comisarilor Poporului sau a unuia dintre Comitetele Executive Centrale ale uneia dintre republici.
  - 7 Ședințele Congresului și ale Comitetului Executiv Central urmau să aibă loc pe rând în câte una dintre capitalele republicane, într-o ordine pe care o decidea Prezidiul Comitetului Executiv.
  - 8 Prezidiul era numit de Comitetul Executiv Central al Uniunii Sovietice și era organul puterii supreme în Uniune între sesiunile Comitetului.
  - 9 Prezidiul era format din 19 membri, cu patru președinți, câte unul pentru fiecare republică a Uniunii.
  - 10 Prezidiul avea puterea să convoace sesiunile neordinare ale Comitetului Executiv Central.

- Articolul 11 Autoritatea executivă era Sovietul Comisarilor Poporului (SNK). Membrii Sovietului Comisarilor Poporului erau numiți de ȚIK. Guvernul era format din zece miniștri, un președinte și adjuncții acestuia.

- Articolul 12 trata funcțiunile Curții Supreme a Uniunii Sovietice (subordonată ȚIK), a poliției politice OGPU - Administrația Politică Unită de Stat de pe lângă Sovietul Comisarilor Poporului al URSS (subordonată SNK) și ale președintelui OGPU, ministru fără portofoliu în SNK cu drept de vot consultativ. Justificarea dată în acest articol pentru crearea acestor două organe de stat a fost realizarea „măsurilor pentru lupta împotriva elementelor criminale și contrarevoluționare”.

- Articolele 13-17 trasau cadrul general al procedurilor legale între organele puterii supreme ale URSS (Comitetul Executiv Central și Sovietul Comisarilor Poporului) și cele corespunzătoare de la nivel republican. Decretele guvernamentale aprobate la nivel republican aveau putere legală doar pe teritoriul respectivelor republici. 
  - 13  Era subliniat caracterul multilingvistic al Uniunii prin faptul că toate decretele unionale urmau să fie tipărite în limbile oficiale ale republicilor constituente – rusă, ucraineană, belarusă, georgiană, armeană și azeră.
  - 14 Era stabilit faptul că rezoluțiile guvernului unional puteau fi anulate doar de Comitetul Executiv Central sau de către prezidiul acestuia.
  - 15 Suspendarea unui decret unional era posibilă doar dacă viola în mod evident legile existente.
  - 16 Dacă un Comitetul Executiv republican nu era de acord cu un decret unional, opoziția republicană nu putea opri punerea în practică a hotărârii.
  - 17 Republicile care remarcau o încălcare a legilor unionale de către un decret unional, trebuiau să se adreseze de îndată Comitetului Executiv Central al Uniunii Sovietice și comisarului poporului (ministrului) responsabil.

- Articolul 18 numea autorităților care urmău să fie păstrate în subordinea republicilor sau a Sovietelor Comisarilor Poporului. Ffiecare guvern republican urma să aibă un președinte, adjuncți, unsprezece miniștri și miniștri plenipotențiari, care aveau vot consultativ în câteva comisariate unionale – cele ale afacerilor externe, apărării, comerțului exterior și transporturilor.

- Articolul 19 numea organizațiile de la nivel republican: Sovietul Suprem al Economiei Naționale (al cărui președinte avea  rang de ministru în guvernul republican), comisariatele petru aprovizionarea cu alimente, pentru finanțe și muncă ca și inspectoratele sovietice care, deși erau subordonate guvernelor republicane, funcționau după regulamente stabilite de guvernul unionel

- Articolul 20 stabileau modalitățile de formare a bugetelor republicane, ca parte a bugetului unional. Cheltuielile republicane urmau să fie aprobate la nivelul guvernului unional. Același guvern unional avea să decidă cota de profit care i se cuvenea fiecărei republici.

- Articolul 21 crea cetățenia unică sovietică.
- Articolul 22 stabilea simbolurile statului; Steagul Uniunii Sovietice, imnul național și Stema Uniunii Sovietice.
- Articolul 23 stabilea drept capitală unională orașul Moscova.
- Articolul 24 stabilea ca republicile să-și modifice constituțiile în conformitate cu prevederile tratatului unional.
- Articolul 25 specifica ca toate amendamentele, adăugările sau modificările tratatului să poată fi făcute doar de către Congresul Sovietelor Uniunii Sovietice.

- Articolul 26 stabilea dreptul fiecărei republici să părăsească Uniunea.

## Motivația tratatului
Tratatul a fost un rezultat al numeroaselor conflicte politice interne din rândurile bolșevicilor și guvernelor republicane. Vladimir Ilici Lenin nu se aștepta ca Revoluția din Octombrie să ducă la prăbușirea granițelor internaționale în modul în care a făcut-o. El și colaboratorii săi apropiați precum Troțki credeau că victoria revoluției în Rusia nu era decât primul pas spre declanșarea viitoarei Revoluții Mondiale. Odată ce Armata Roșie a preluat controlul a unor teritorii mult mai întinse, inclusiv din apropierea frontierelor interne și internaționale, a apărut nevoia unei justificări a violării acestor granițe. Una dintre metodele folosite a fost crearea unor guverne alternative a unor republici sovietice, care să ceară sprijinul Armatei Roșii. Acesta a fost scenariul folosit cu succes în cazul intervențiilor din Ucraina, Georgia, Armenia și Azerbaidjan. Scenarii asemănătoare au eșuat însă în campanile din Lituania și Belorusia sovietice sau Polonia. Variante ale acestei politici au fost folosirea minorităților naționale pentru lupta împotriva etniei majoritare ca încazul fondării unor republici autonome în   Tatarstan sau Bașchiria. În zonele în care nu existau minorități naționale s-a folosit formarea unor entități statale artificiale, bazate doar pe amplasarea geografică, precum  Republica din Chita sau Turkestanul.
Înfrângerea Armatei Roșii în campania din Polonia a dus la amânarea oricăror planuri pentru declanșarea revoluției mondiale. În paralel, creșterea puterii lui I. V. Stalin a dus apariția unei noi orientări politice, și anume a  „socialismului într-o singură țară”. Lenin a considerat mai potrivită crearea unor republici naționale și a sprijinit noua politică de  „indigenizare”. Lenin a suferit primul atac cerebral în primăvara anului 1922, iar Stalin, pe atunci doar comisar al naționalităților, a fost promovat ca  Secretar General.
Stalin a afirmat că, odată cu încheierea Războiului Civil, comunismul de război fiind încheiat de Noua Politică Economică are nevoie de o țară a cărei structură de jure sa corespundă cu cea de facto. Din acest motiv era nevoie de o reorganizarea a statului bolșevic într-o singură entitate, care să elimine guvernele separate sovietice și să restaureze supremația Moscovei.
Această orientare intra în conflict direct cu sprijinitorii politicii de „indigenizare” și cu organele republicane de conducere. Printre oponenții cei mai cunoscuți ai acestei politici au fost Cristian Racovski în Ucrania și Filipp Makharadze și Polikarp Mdivani în Georgia (vedeți și Afacerea georgiană). Tratatul unional poate fi considerat ca un compromis între diferitele grupuri din tabăra bolșevicilor, care satisfăcea aspirațiile popoarelor mai mici (precum ucrainenii și georgienii) și asigura cadrul pentru posibile expansiuni viitoare. Astfel Belarusul, deși era cea mai mică republică, a adopta ca limbi oficiale și poloneza și idiș în încercarea de subminare a autorității vecinei sale, Republica Poloneză, prin folosirea minorităților belaruse și evreiești pe post de coloana a cincea. În același timp, tratatul a creat un guvern federal centralizat, în care cele mai importante funcții urmau să treacă sub controlul Moscovei.

## Urmări imediate

### Politică
La începtu, tratatul unional nu a modificat în mod semnificati spectrul politic. Cele mai importatnte poziții guvernamentale din RSFS Rusă au fost transferate în mod automat către URSS. De exemplu, postul de președinte al Comitetului Executiv Central (ȚIK) unional a fost preluat de  Mihail Kalinin, care a rămas în același timp și președinte al ȚIK al Rusiei. În același fel, Lenin președinte al Sovietului Comisarilor Poporului (SNK) al Rusiei, a devenit și președinte al SNK unional.  Alexei Ivanovici Rîkov a asigurat interimatul pentru ambele poziții, dată fiind boala lui Lenin.
Poziția de secretar general al lui Stalin a rămas neschimbată, nu și  poziția partidului. Până la semnarea tratatului unional, Partidul Comunist Rus (bolșevic) avea birouri care coordonau activitățile bolșevicilor din regiunile îndepărtate de centru (birourile din Turkestan, Transcaucazia, șa). După intrarea în vigoare a tratatului, partidul a fost reoganizat ca „unional”. În vreme ce partidele bolșevice republicane și-au continuat existența, partidul rus nu numai că a păstrat  statutul de primus inter pares, dar a devenit autoritatea supremă în URSS.

### Asia Centrală
Una dintre regiunile unde problema puteri nu fusese rezolvată până în momentul în care se semnase tratatul unional a fost Asia Centrală,unde existau o serie de probleme. Regiunea a fost una dintre cele mai importante teatre de luptă în timpul Războiului Civil și rămăsese foarte instabilă după încheierea luptelor. Turkestanul intrase sub la sfârșitul secolului al XIX-lea, în perioada 1867 – 1885. În plus, spre deosebire de alte granițe etnice din  fostul imperiu, care fuseseră stabilite cu mult timp în urma Revoluției Ruse, autoritățile sovietice au moștenit două provincii care nu fuseră niciodată parte de jure din imperiu – Emiratul Buhara și  Hanatul Hiva. În timpul războiului civil, aceste două teritorii au avut aceeași soartă cu restul republicilor, dar chiar și atunci a fost păstrat statutul lor special, fiind transformate în „Republici Populare Sovietice”. În ciuda eforturilor și victoriilor în regiune a lui Mihail Frunze, conflictele începute în perioada țaristă în această zonă au continuat până în 1922.
Pentru rezolvarea tuturor problemelor și în conformitate cu politica de indigenizare, bolșevicii au lansat un program amplu delimitare a frontierelor etnice în Asia Centrală. Pe 27 octombrie, ȚIK a emis un decret prin care republicile populare din zonă și Turkestanul autonom din cadrul RSFS Ruse  au fost reorganizate ca RSS Uzbekă și RSS Turkmenă, care au devenit republici constituente ale URSS-ului pr 13 mai 1925. Noile granițe corespundeau  în mare granițelor etnice, iar în cadrul Uzbekistanului a fost cuprinsă pentru o vreme și RSSA Tadjikă, care a fost transformată în RSS Tadjikă și a devenit republică sovietică cu drepturi depline pe 16 octombrie 1929.

### Constituția sovietică
În ianuarie 1924, Congresul Sovietelor Uniunii Sovietice, convocat în conformitate cu Tratatul unional, a ratificat prima prima Constituție sovietică. Constituția prelua și dezvolta în cea mai mare parte articolele Tratatului unional. Dacă tratatul avea 26 de articole, Constituția a fost dezvoltată până la 72 de articole, grupate în 11 capitole.

## Urmări și probleme de drept
Unii experți în drept constituțional afirmă că Uniunea Sovietică „originală” a încetat să existe în sensul tratatului unional odată cu adoptarea Constituției din 1936, care a modificat complet aranjamentele din 1924 și a trasformat și redefinit URSS-ul dintr-o confederație într-o uniune federală. În locul Congresului Sovietleor Uniunii Sovietice, noua constituție a creat un Parlament permanent, Sovietul Suprem. Cel mai semnificant aspect al noii constituții era afirmarea rolului Partidului Comunist de „forță conducătoare”a maselor muncitoare.
Față de textul original al tratatului, Constituția din 1936 a reorganizat forma de organizare a Uniuni Sovietice. RSFS Transcaucaziană a încetat să mai existe, cele trei republici constituente câștigându-și locul de republici fondatoare ale Uniunii. O republică autonomă a Rusiei, Turkestanul, a fost reorganizat și împărțit în două noi republici sovietice cu drepturi depline – RSS Kazahă și RSS Kirghiză. Numărul republicilor unionale a crescut la 11.

## 1940
În perioada interbelică, mai înainte chiar de declanșarea invaziei germane în URSS, au fost create câteva noi republici. Prima dintre ele a fost RSS Karelo-Finică, care a fost ridicată de la statutul de republică autonomă la cel de republică cu drepturi depline.
După anexarea statelor baltice, acestea au fost transformate în republici sovietice; RSS Lituaniană (13 iulie), RSS Letonă (21 iulie) și RSS Estonă (21 iulie) și au devenit membre ale Uniunii pe la începutul lunii august (3-6 august). Ultima republică care a devenit parte a uniunii a fost RSS Moldovenească, formată prin contopirea celei mai mari părți a Basarabiei cu partea apuseană a RSSA Moldovenești, până atunci parte a RSS Ucrainene.
După război, nu a mai fost creată nicio republică, dar în schimb RSS Karelo-Finică a redevenit republică autonomă în cadrul RSFS Ruse (16 iulie 1956).

## Anularea
Pe 8 decembrie 1991, liderii Ucrainei, Belarusului și Rusiei au convenit în cadrul unei întâlniri să declare nul tratatul din 1922. Tratatul unional și-a încetat existența pe 25 decembrie 1991, ducând practic la dizolvarea URSS-uluiru .
Duma de Stat a Federației Ruse a adoptat pe 15 martie 1996 o poziție oficială față de decizia Sovietului Suprem al RSFS Ruse de „Denunțare a Tratatului de formare a Uniunii Sovietice”, care ar fi fost greșită, neconstituțională, promulgată printr-o gravă violare a Constituției RSFS Ruse, a normelor legilor internaționale și a legislației în vigoare în acele timpuri.

## Cronologie
- 21 decembrie 1922 – Tratatul a fost semnat.
- 30 decembrie 1922 – Ratificarea Tratatului unional.
- 27 octombrie 1924 – Regiunile uzbece și turkemene ale RSSA Turkestani (parte a RSFS Ruse) au fost ridicate la nivel de republici unionale.
- 16 octombrie 1929 – a fost creată RSS Tadjikă, (fostă parte a RSFS Ruse).
- 5 decembrie 1936 – Crearea simultană a republicilor sovietice Armeană, Georgiană și Azeră și dispariția RSSF Transcaucaziene. În același timp, Turkestanul aflat sub administrația directă a RSFS Ruse și-a încetat existența ca republică autonomă, fiind create două noi entități – RSS Kazahă și RSS Kirghiză.
- 31 martie 1940 – RSSA KareloFinică a fost ridicată la rangul de republică sovietică cu drepturi depline.
- 3 august 1940 – RSS Lituaniană a devenit parte a URSS.
- 5 august 1940 – RSS Letonă a devenit parte a URSS.
- 6 august 1940 – RSS Estonă a devenit parte a URSS.
- 24 august 1940 – a fost creată RSS Moldovenească prin unirea părții apusene a RSSA Moldovenești (administrată de RSS Ucraineană) și o parte a teritoriului anexat de la Regatul României (Basarabia).
- 16 iulie 1956 – RSS Karelo-Finică a fost transformată în republică autonomă, administrată de RSFS Rusă.
- 8 decembrie 1991 – liderii a trei republici fondatoare au căzut de acord cu privire la încetarea valabilității tratatului unional.
- 25 decembrie 1991 – Tratatul și-a încetat valabilitatea.

## Vedeți și
- Noul tratat unional
- Acordurile de la Belaveja

## Resurse internet
- original scan